# Esperiopsis decora
Esperiopsis decora är en svampdjursart som beskrevs av Topsent 1904. Esperiopsis decora ingår i släktet Esperiopsis och familjen Esperiopsidae. Inga underarter finns listade i Catalogue of Life.